# Olaus Jonæ Skough
Olaus Jonæ Skough, född 1604, död 12 augusti 1661 i Sankt Jakobs församling, Stockholm, var en svensk präst.

## Biografi
Olaus Jonæ Skough föddes 1604. Han var son till kronobefallningsmannen Jonas Skog och Margareta Andreasdotter i Gästrikland. Skough blev 21 september 1625 student vid Uppsala universitet och promoverades 13 mars 1632 till filosofie magister. Han blev 1636 konrektor vid Gävle trivialskola och teologie adjunkt och vice pastor vid Uppsala domkyrka 1636. År 1639 blev han notarie vid Uppsala konsistorium. Skough blev 26 september 1639 rektor vid Gävle trivialskola och kyrkoherde i Hille församling, introducerad 1 oktober 1639. Han blev före 9 mars 1642 kyrkoherde i Veckholms församling, tillträde 1642 och var riksdagsman vid riksdagen 1643. Han blev kontraktsprost 28 februari 1645. Han var opponent vid prästmötet 1646 i Uppsala. Skough blev 30 juni 1646 kyrkoherde i Gävle församling, med tillträde 1 maj 1647, och 30 oktober 1647 hovpredikant hos drottning Christina och deltog i prästmötet i Stockholm 1651. Han blev 24 december 1652 kyrkoherde i Sankt Jakobs församling och superintendent vid Amiralitetet, tillträdde 1 maj 1654. Skough avled 1661 i Jakobs församling och begravdes 1 september samma år i Jakobs kyrka.

### Familj
Skough gifte sig 1634 med Margareta Bröms (1617–1676). Hon var dotter till kyrkoherden Johannes Svenonis Bröms och Catharina Krok i Ockelbo församling. De fick tillsammans barnen ryttmästaren Peter Skogh (född 1636), Catharina Skough (död 1708) som var gift med kamreraren Lars Jonsson, sekreteraren Hans Skough (död 1694), Margareta Skough som var gift med generalguvernanten Amund Andersson i Riga, ett barn (död 1652) och Elias Skough (född 1654).